# Internát (seriál, 2007)
Internát (ve španělském originále El internado) je španělský dramatický televizní seriál, thriller zaměřující se na studenty fiktivní internátní školy v lesích, kde teenagery jejich rodiče posílají studovat. Internát je postaven v lesích daleko od civilizace. První díl seriálu, v produkci stanice Antena 3, byl odvysílán 24. května 2007, poslední epizoda 13. října 2010. Ačkoliv je příběh zaznamenán a vydáván v HD kvalitě, vysílán je pouze v SD. Nicméně vydání HD blu-ray disků bylo oznámeno.

## Obsazení
- Elsa Fernández Campos – Natalia Millán
- Héctor de la Vega / Samuel Espí – Luis Merlo
- Jacinta García Aparicio – Amparo Baró
- María Almagro – Marta Torné
- Marcos Novoa Pazos – Martiño Rivas
- Iván Noiret León – Yon González
- Carolina Leal – Ana Celia de Armas
- Victoria Martínez González – Elena Furiase
- Roque Sánchez Navas – Daniel Retuerta
- Julia Medina – Blanca Suárez
- Fermín de Pablo / Carlos Almansa – Raúl Fernández
- Camilo Belmonte / Helmut Von Hammer – Pedro Civera
- Amelia Ugarte Roldán – Marta Hazas
- Paula Novoa Pazos – Carlota García
- Evelyn Pons – Denisse Peñacock
- Jacques Noiret – Carlos Leal
- Irene Espí / Sandra Pazos – Yolanda Arestegui
- Martin Moreno / Emilio Galvan – Ismael Martinez
- Lucia Garcia Mirando / Marta Hernández – Lola Baldrich
- Lucas Moreno – Javier Cidoncha
- Hugo Alonso – Javier Rios
- Saúl Pérez Sabán – Manuel de Blas
- Rebeca Benaroch – Irene Montalà
- Pedro Camacho – Eduardo Velasco
- Alicia Corral – Christina Marcos
- Joaquín Fernández / Martín von Klaus – Eduardo McGregor
- Mateo Tabuenca – Alejandro Botto
- Fernando Ugarte – Adam Quintero
- Nora Diez – Mariona Ribas
- Andrés Novoa – Luis Mottola
- Miguel Lopez – Eduardo Espinilla
- Cayetano Montero Ruiz – Fernando Tielve, Roger Príncep
- Ritter Wulf / Santiago Pazos – José Hervás
- Rubén Bosco – Jose Angel Trigo
- Amaia González – Nani Jiménez
- Javier Holgado – Sergio Murillo
- Antonio – Manuel Jurado
- Arturo – Damián Alcolea
- Clara – Natalia López
- Nicolás Garrido – Iñaki Font
- Curro Jimenez – Eduardo Mayo
- Max Levov – Santi Pons
- Toni – Alejandro Casaseca
- generál Araujo / Karl Fleischer – Joan Massotkleiner
- Theodora Raüber – Lola Cordón
- matka Javiera Holgada – ???
- Alfonso Ceballos – Paco Merino
- Mario Torres – José Luis Patiño
- Nacho – Jonás Berami
- Márquez – Bruno Squarcia
- psychiatr – Chema Ruiz
- Tomás Noiret García – Luis Jiménez
- Dr. Martín Arguello – Oriol Tarrasón
- poručík Jimeno – Pere Ventura
- Susana Saavedra / López – Chusa Barbero
- Pablo Fernández "Skřítek" – Javier Iribarren, Roger Príncep
- Eva Wulf – Carlota García
- mladá Jacinta – Carolina Lapausa
- mladý Héctor / Samuel Espí – Guillermo Campra
- Daniel Alonso "Apolo" – ???
- Teresa Álvarez Herguedas (Martinova teta) – Teresa Lozano
- Ricardo Montoya – Miguel Alcíbar
- Manuela Portillo – Úrsula Corberó
- matka Julie – Àngels Bassas
- Cistaré (otčím Julie) – Ramón Radoz
- Rodrigo – Pablo Castellanos
- Ángel Lázaro Díaz "Juan" – Quim Ramos
- matka Evelyn – Lucina Gil
- Valentina León – Luz Valdenebro
- Gerardo – Álex Quiroga
- David a Sara Almansa – ???, ???
- Gabriela Sánchez Trebijano – ???
- otec Evelyn – Jesús Fuente
- Verónica Fernández García – Lucía Quintana

## Seznam dílů

### První řada
- Epizoda 1: 24. května Los monstruos no hacen cosquillas (Monstra nelechtají) – (25,8%)
- Epizoda 2: 31. května Todo el mundo tiene un secreto (Všichni mají nějaké tajemství) – (25,4%)
- Epizoda 3: 7. června Ojos que no ven (Oči, které nevidí) – (20,8%)
- Epizoda 4: 14. června Un mensaje en una botella (Zpráva v lahvi) – (23,5%)
- Epizoda 5: 22. června Un cadáver en la laguna (Mrtvý v jezeře) – (23,0%)
- Epizoda 6: 28. června La noche de Santa Isabel (Noc Svaté Izabely) – (24,7%)

### Druhá řada
- Epizoda 1: 7. listopadu ¿Con qué sueñan los peces? (O čem sní ryby?) – (16,9%)
- Epizoda 2: 14. listopadu Persiguiendo luciérnagas (Po stopách světlušek) – (19,1%)
- Epizoda 3: 21. listopadu El anillo (Prsten) – (19,9%)
- Epizoda 4: 28. listopadu La caja de música (Hrací skříňka) – (19,8%)
- Epizoda 5: 5. prosince En orden alfabético (V abecedním pořadí) – (19,3%)
- Epizoda 6: 12. prosince Ver para creer (Vidět znamená uvěřit) – (19,8%)
- Epizoda 7: 19. prosince Mi amigo el monstruo (Můj přítel obluda) – (21,4%)
- Epizoda 8: 2. ledna El polo norte (Severní pól) – (25,4%)

### Třetí řada
- Epizoda 1: 23. dubna El Búho (Sova) – (21,8%)
- Epizoda 2: 30. dubna 8 milímetros (8 milimetrů) – (20,8%)
- Epizoda 3: 7. května El soldadito de plomo (Cínový vojáček) – (17,4%)
- Epizoda 4: 14. května En el fondo del mar (Na dně moře) – (20,5%)
- Epizoda 5: 28. května La vida es sueño (Život je sen) – (20,8%)
- Epizoda 6: 2. června La peor cárcel del mundo (Nejhorší vězení světa) – (18,4)
- Epizoda 7: 9. června El fantasma de la profesora decapitada (Duch bezhlavé učitelky) – (20,4%)
- Epizoda 8: 18. června Los cinco vengadores' (Pět mstitelů) – (19,8%)
- Epizoda 9: 25. června La noche del fuego (Noc ohňů) – (24,0%)

### Čtvrtá řada
- Epizoda 1: 15. října La maldicion (Kletba)
- Epizoda 2: 22. října La sala del tesoro (Síň s pokladem)
- Epizoda 3: 5. listopadu EL secreto mejor guardado (Dobře střežené tajemství)
- Epizoda 4: 12. listopadu Premonicion (Předtucha)
- Epizoda 5: 19. listopadu El exorcismo (Vymítání ďábla)
- Epizoda 6: 26. listopadu Escrito en las estrellas (Napsáno ve hvězdách)
- Epizoda 7: 3. prosince Un buen soldado (Skvělý voják)
- Epizoda 8: 10. prosince La llave (Klíč)
- Epizoda 9: 17. prosince El unicornio (Jednorožec)
- Epizoda 10: 7. ledna Un punto en el mar (Místo v moři)
- Epizoda 11: 14. ledna La noche de las dos lunas (Noc dvou Měsíců)

### Pátá řada
- Epizoda 1: 12. května El Cuaderno del Doctor Wulf (Zápisky Doktora Wulfa)
- Epizoda 2: 19. května Amnesia (Ztráta paměti)
- Epizoda 3: 26. května El Hombre del Saco (Obluda s pytlem)
- Epizoda 4: 2. června La Novia Cadáver (Mrtvá spolužačka)
- Epizoda 5: 9. června La Promesa (Slib)
- Epizoda 6: 16. června El Vampiro (Vampýr)
- Epizoda 7: 23. června El Rey de la Baraja (Karetní král)
- Epizoda 8: 30. června Paula en el País de las Maravillas (Paula v říši divů)
- Epizoda 9: 7. června El Último Día (Poslední den)

### Šestá řada
- Epizoda 1: 16. listopadu 2009 Los monstruos vienen de noche (Příšery přicházejí v noci)
- Epizoda 2: 23. listopadu 2009 Las galletas del porvenir (Sušenky s osudem)
- Epizoda 3: 30. listopadu 2009 El hombre lobo (Vlkodlak)
- Epizoda 4: 07.Prosince 2009 La traición (Zrádce)
- Epizoda 5: 14. prosince 2009 El baile de los culpables (Tanec viníků)
- Epizoda 6: 11. ledna 2010 Paula y el lobo (Paula a vlk)
- Epizoda 7: 18. ledna 2010 La leyenda de Eva (Legenda o Evě)
- Epizoda 8: 25. ledna 2010 La princesa de hielo (Ledová princezna)
- Epizoda 9: 01.Února 2010 El extraterrestre (Marťan)
- Epizoda 10: 08.Února 2010 La habitación numero 13 (Pokoj číslo 13)
- Epizoda 11: 15. února 2010 El mago (Kouzelník)
- Epizoda 12: 22. února 2010 Alaska (Aljaška)
- Epizoda 13: 01.Března 2010 Después de la luz (Když světlo zhaslo)

### Sedmá řada – ČR od 2.5.2012 naAXN Crime
- Epizoda 1: 2. června 2010 El Protocolo (Protokol)
- Epizoda 2: 9. června 2010 La Amenaza (Hrozba)
- Epizoda 3: 16. června 2010 El Hombre Misterioso (Tajemný muž)
- Epizoda 4: 23. června 2010 El Tesoro (Poklad)
- Episoda 5: 30. června 2010 El Centro de la Tierra (Střed Země)
- Episoda 6: 7. července 2010 Los Tres Pétalos (Tři okvětní lístky)
- Episoda 7: 14. července 2010 El Asesino de Carolina (Vrah Karolíny)
- Episoda 8: 21. července 2010 EL Último Deseo (Poslední přání)
- Episoda 9: ------------ El principio del fin (Začátek konce)
- Episoda 10: ------------ La última dosis (Poslední dávka)
- Episoda 11: ------------ Los últimos recuerdos (Poslední vzpomínky)
- Episoda 12: ------------ Hasta que la muerte los separe (Dokud je smrt nerozdělí)
- Episoda 13: ------------ El último aliento (Poslední nádech)
- Episoda 14: ------------ La luz (Světlo)
- Episoda 15: ------------ El fin (Konec)